# 全面攻佔2：倫敦救援
《全面攻佔2：倫敦救援》（英語：London Has Fallen）是一部於2016年上映的美國動作驚悚片，由巴巴克·納加菲執導，克萊頓·羅森博格、凱特琳·班尼迪克特、克里斯汀·固德佳斯和凱查德·聖約翰負責編劇。本片為2013年電影《全面攻佔：倒數救援》的續集，也是《全面攻佔系列》的第二部作品。由傑瑞德·巴特勒、亞倫·艾克哈特、摩根·費里曼和蕾達·蜜雪兒主演。
電影於2014年10月24日在倫敦開拍，因為聖誕節的緣故而在11月時停拍，直到2015年2月恢復拍攝。《全面攻佔2：倫敦救援》定於2016年3月4日在美國上映。

## 劇情
巴基斯坦军火商兼恐怖分子头目阿米尔·巴卡维（艾隆·艾巴特巴尔饰）被认为是全球数宗恐怖袭击的幕后主使。西方国家情报部门找到他的基地后，美国发动无人机对其进行打击，据称打死了巴卡维和他的家人。两年后，美國总统本杰明·亚瑟（艾伦·艾克哈特饰）的特勤局特工迈克·班宁（杰拉德·巴特勒饰）与妻子莉亚（蕾達·蜜雪兒饰）的第一个孩子将要出生。班宁希望有更多时间陪伴家人，正考虑向特勤局辞职。同时，从早前的空袭中幸存下来的巴卡维在也门与儿子卡姆兰（瓦利·祖埃特 饰）碰头，一同谋划他们的复仇计划。
亚瑟和迈克得知英国首相詹姆斯·威尔逊逝世。两人在特勤局局長莲恩·杰克布斯（安琪拉·贝瑟饰）陪同下，前往伦敦，与世界各国领导人一道出席威尔逊的国葬。趁着政要齐聚一堂的契机，巴卡维手下的几名雇佣兵发动一起袭击，放置炸弹炸毁加拿大总理的豪华轿车。其他國家首腦很快便遭遇了类似的宿命——自杀式炸弹袭击者炸塌切尔西桥让日本首相座駕墜河；法国总统在泰晤士河的遊艇上被一辆装有炸弹的拖船炸死，大笨钟和威斯敏斯特宫受到严重破坏；意大利总理和他的情婦在西敏寺一座钟楼上观光时死於炸彈；德国总理在白金汉宫遭到假扮成女王卫兵的恐怖分子槍殺。与此同时，亚瑟和特勤局特工与更多伪装成倫敦警察的恐怖分子交火。班宁、亚瑟和杰克布斯艰难从混乱中逃脱前，双方都有重大损失。总统在白宫的工作人员看到伦敦陷入一片混乱，数百名平民遇難，感到惊恐万分。
恐怖分子在行动基地里入侵城市的电力网，将其关闭。班宁、亚瑟和杰克布斯前往陸戰隊一号撤离点。但是，安排在楼顶的恐怖分子利用毒刺导弹击落了用光诱饵弹的陸戰隊一号。飞机坠毁在一处公园里，杰克布斯身负重伤。她让班宁答应他要杀死那些要为大屠杀负责的人后，便死在班宁的怀里。迈克和亚瑟继续前行，为远离街道窜入封閉的查令十字地鐵站。当他们在地下隧道中移动时，亚瑟表示恐怖分子想要活捉他，可能会公开处决他，为阻止这种情况發生，便命令班宁在必要时亲手杀了他。麥克勉强答应了。在城市中移动时，迈克设法联系谨慎地副总统艾伦·川布（摩根·弗里曼饰），向白宫发一条信息，让他们知道他和亚瑟正前往军情六处的一间安全屋。
白宫工作人员接到了一通来自巴卡维的恐吓电话，他表明了他在这起阴谋中的角色和复仇的欲望。他们还了解到，威尔逊首相的尸检报告透露出他体内有毒素，显然他死於蓄意謀殺，这样讓世界各国首腦前往伦敦祭弔，便能把他们一网打尽。全城封锁後，迈克和亚瑟去到迈克的熟人、军情六处特工賈奎琳·“贾克斯”·马歇尔（夏洛特·雷丽饰）的安全屋。贾克斯利用她的电脑查到了巴卡维的信息。她播放了川布的一条信息，川布收到迈克的信息，正在派人前去营救。三人用监控摄像头发现三角洲部队前往营救迈克和亚瑟。不过，迈克注意到行动人员穿着厚重的装备徒步穿越整座城市竟然不出汗的疑点，因此推断他们是恐怖分子所假扮。得知恐怖分子必须在英国政府内部安插眼线，贾克斯前往苏格兰场与当局进行协调，而迈克则留下来在亚瑟的帮助下击退恐怖分子。两人拿了军情六处的车子前往美国大使馆的藏身处，但车子遭恐怖分子驾驶的面包车撞翻在地。班宁恢复意识时看到亚瑟被绑架。
亚瑟总统被带到城里充当恐怖分子秘密总部的一处建筑工地。卡姆兰准备在那公开处决亚瑟，侵入全球户外大屏幕向全世界网络直播这一幕。与此同时，SAS找到班宁，一行人进攻恐怖分子据点试图营救亚瑟。在全球数十亿人的观看下，卡姆兰残忍地揍了亚瑟，之后想用大刀斬下亚瑟的头。他问总统有没有临终遗言时，亚瑟开始背诵总统宣誓就职词。在最后关头，班宁冲入并击毙围拢过来的恐怖分子，之后与卡姆兰白刃战，但卡姆兰逃跑了。由于两人逃跑时遭更多的恐怖分子包围，班宁命令SAS指挥官炸毁大楼，带着亚瑟从通风井一跃而下，躲过了烧死卡姆兰和其他敌人的火球。賈奎琳发现军情五处情報主任约翰·兰开斯特（帕特里克·肯尼迪饰）的就是暗中帮助巴卡维的奸细，在他拒绝收押后自卫开枪杀死他。不久后，另一场无人机打击在巴卡维的也门据点发动。阿米爾被炸死前，川布打电话给阿米爾，让他享受这一刻。
伦敦袭击已过去两周，班宁回家，与莉亚和刚出生的孩子共叙天伦。两人给孩子起名为林恩，以纪念班宁死去的上司。他坐在笔记本电脑前，完成交给亚瑟的辞职信。在电视上，川布就最近的事件发表演讲，留下了美国将占上风的振奋人心的消息，这鼓勵班宁删除辞职信。

## 演員
| 演員                                       | 角色                             | 備註 |
| 傑瑞德·巴特勒 Gerard Butler                | 麥克·班寧 Mike Banning           | 美軍退役特戰隊員與白宮特勤隊員，跟隨總統前往倫敦。 |
| 亞伦·艾克哈特 Aaron Eckhart                | 班傑明·亞瑟 Benjamin Asher       | 美國總统，恐怖份子巴卡維家族的目標。 |
| 摩根·費里曼 Morgan Freeman                 | 艾倫·川布 Allan Trumbull         | 美國副總統兼參議院議長，前眾議院議長。 |
| 安琪拉·貝瑟 Angela Bassett                 | 蓮恩·傑克布斯 Lynne Jacobs       | 美國總統特勤局局長，後來因墜機受重傷身亡。 |
| 艾隆·艾巴特巴爾 Alon Abutbul               | 阿米爾·巴卡維 Aamir Barkawi      | 巴基斯坦軍火商人，恐怖分子領袖，卡姆蘭的父親。在本片結尾時，美軍在阿米爾的也门据点发动无人机打击，炸死了阿米爾。阿米爾被炸死前，川布打电话给阿米爾，让他享受这一刻。 |
| 瓦利·祖埃特 Waleed Zuaiter                 | 卡姆蘭·巴卡維 Kamran Barkawi     | 巴卡維的親生兒子，恐怖份子軍團的總指揮，派自己手下的僱傭兵綁架亞瑟到自己的恐怖分子秘密總部，並准备在那公开处决亚瑟，侵入全球户外大屏幕向全世界网络直播这一幕，他不僅在全球数十亿人的观看下残忍地揍了亚瑟，之后甚至想用大刀斬下亚瑟的头，可惜被班寧沖入並擊斃圍攏過來的恐怖分子以及拯救了亞瑟，之後卡姆蘭被班寧打掉手上大刀後逃跑了。卡姆蘭與一眾恐怖份子最終被炸死。 |
| 夏洛特·雷麗 Charlotte Riley                | 賈奎琳·馬歇爾 Jacquelin Marshall | 英國軍情六處探員。 |
| 派屈克·甘迺迪 Patrick Kennedy              | 約翰·蘭開斯特 John Lancaster     | 英國軍情五處情報主任，實際為暗中帮助巴卡维的奸细，後來被揭發奸細身份後拒绝收押，最後被賈奎琳槍杀身亡。 |
| 羅伯特·福斯特 Robert Forster               | 愛德華·克雷格 Edward Clegg       | 美國陸軍參謀長。 |
| 梅莉莎·李歐 Melissa Leo                    | 魯斯·麥米蘭 Ruth McMillan        | 美國國防部長。 |
| 傑基·厄爾·哈利 Jackie Earle Haley          | 梅森 Mason                       | 美國白宮副幕僚長。 |
| 西恩·歐布萊恩 Sean O'Bryan                 | 雷·門羅 Ray Monroe               | 美國國家安全局副局長。 |
| 蕾達·蜜雪兒 Radha Mitchell                 | 莉亞·班寧 Leah Banning           | 護士，麥克的妻子。 |
| 克拉克森·蓋伊·威廉斯 Clarkson Guy Williams | 雷頓·克拉克森 Leighton Clarkson  | 英國首相。 |
| 科林·薩爾蒙 Colin Salmon                   | 凱文·哈澤德 Kevin Hazard         | 倫敦警察廳廳長。 |
| 潘妮·唐尼 Penny Downie                     | 羅絲·凱特爾 Rose Kenter          | 英國內政大臣。 |
| 南西·鮑德溫 Nancy Baldwin                  | 艾格內斯·布魯克納 Agnes Bruckner | 德國總理，在白金汉宫遭到假扮成女王卫兵的恐怖分子槍殺。 |
| 尼傑爾·惠特米 Nigel Whitmey                | 羅伯特·鮑曼 Robert Bowman        | 加拿大總理，其豪华轿车被恐怖份子放置炸弹炸毁。 |
| 早乙女津和雪 Tsuwayuki Saotome             | 鳴島勉 Tsutomu Nakushima         | 日本首相，其座駕被自杀式炸弹袭击者炸塌切尔西桥而墜河。 |
| 亞歷克斯·賈尼尼 Alex Giannini              | 安東尼奧·古斯托 Antonio Gusto    | 義大利總理，之後和他的情婦在西敏寺一座钟楼上观光时死於炸彈。 |
| 菲利浦·狄蘭西 Philip Delancy               | 雅各·梅納德 Jacques Mainard      | 法國總統，後來在泰晤士河的遊艇上被一辆装有炸弹的拖船炸死。 |

## 制作

### 选角
《白宫陷落》剧组成员巴特勒、艾克哈特、弗里曼、贝瑟、里奥和米切尔宣布回归出演本剧。制作定于2015年5月在伦敦启动，克莱顿·罗森博格和凯特琳·班尼迪克特回归编剧。导演安东尼·福奎阿因执导《伸冤人》而没能回归。2014年5月1日，据报道叫电影院收购了续集的发行权，将于2015年10月2日上映本片。2014年8月18日，据宣布《查理必死》的导演弗雷德里克·邦德将接替福奎阿的位置，但邦德在开机前六周前的9月18日离开剧组。9月28日，导演巴巴克·纳加菲签约直到本片。10月10日，杰基·厄尔·哈利签约饰演警察局长曼森。11月12日，麦赫迪·德比饰演苏丹·曼苏尔，在无人机空袭后彻底改变人生的三兄弟中最年轻的一个。

### 摄制
2014年10月24日，主体摄影在伦敦启动。圣诞节休息前展开了为期四周的摄制，弗里曼、艾克哈特和里奥有份参与。10月份拍摄《人造天劫》的杰拉德·巴特勒后来加入剧组，于2015年3月一同与艾克哈特拍戏。通常用来举办伦敦时装周和夏季电影放映活动的直升飞机停靠在萨默塞特府的院子里，巴特勒和安琪拉·贝瑟在萨默塞特府被人看见。巴特拉在采访中表示电影还会在印度和保加利亚拍摄。剧组在保加利亚博雅那电影中心拍摄时，保加利亞總統罗森·普列夫内利耶夫前往探班。12月份杀青。

### 配乐
音乐由前作配乐创作者特拉弗·莫里斯操刀。专辑于2016年3月4日由Back Lot Music发布。

## 發行
原定2015年10月2日發布，但後來焦點影業與Gramercy Pictures改至2016年1月22日，為了避免與《絕地救援》競爭。 2015年9月16日，為了需要更多時間來完成特效，因此又延至2016年3月4日。

### 評價
爛番茄新鮮度26%，基於191條評論，平均分為3.96/10，而在Metacritic上僅得到28分，IMDB得5.9分，普遍不受專業影評人認同。

### 票房
在美國和加拿大，據預測，電影於首週末將會從3250間戲院中獲得約2000至2300萬美元的票房，可能輸於同時推出的新片《動物方城市》（約6000至7000萬美元），但可擊敗《探戈，戰地，威士忌》（約1000萬至1200萬美元）。首週票房收入為2200萬美元，位居冠軍《動物方城市》（7500萬美元）之後。臺北首週票房為1263萬新臺幣，位居當週冠軍。
在中国大陆，首周四天获得1.59亿人民币列第二位，最终票房3.39億人民币。
| 上一届： 《動物方城市》     | 2016年台灣週末票房冠軍 第10周   | 下一届： 《動物方城市》 |
| 上一届： 《動物方城市》     | 2016年台北週末票房冠軍 第10周   | 下一届： 《動物方城市》 |
| 上一届： 《死侍：不死現身》 | 2016年香港一週票房冠軍 第9-10周 | 下一届： 《功夫熊貓3》  |

## 續集
2016年10月26日，宣布續集名為《全面攻佔3：天使救援》，巴特勒除了回歸演出外仍會身兼監製，定於2017年初開拍。

## 外部連結
- 官方网站
- 互联网电影数据库（IMDb）上《全面攻佔2：倫敦救援》的资料（英文）
- 爛番茄上《全面攻佔2：倫敦救援》的資料（英文）
- Box Office Mojo上《全面攻佔2：倫敦救援》的資料（英文）
- AllMovie上《全面攻佔2：倫敦救援》的资料（英文）
- Metacritic上《全面攻佔2：倫敦救援》的資料（英文）
- 開眼電影網上《全面攻佔2：倫敦救援》的資料（繁體中文）
- 时光网上《全面攻佔2：倫敦救援》的資料（简体中文）
- 豆瓣电影上《全面攻佔2：倫敦救援》的資料 （简体中文）